# Ватанабе Хіромото
Ватана́бе Хіромо́то (яп. 渡辺 洪基, わたなべ ひろもと, МФА: [watanabe çiɾomoto]; 28 січня 1848 — 24 травня 1901) — японський державний діяч, політик, дипломат, педагог. Депутат Імперського парламенту Японії, член Сенату. Голова префектури Токіо (1885—1886), ректор Токійського університету (1886—1890).

## Біографія
Ватанабе Хіромото народився 28 січня 1848 року в місті Футю провінції Етідзен, в родині лікаря Фукуй-хану Ватанабе Сейана. 1857 року він поступив до місцевої школи Ріккьо, а згодом переселився до Фукуйської школи Сайсей.
1864 року, у віці 18 років, Хіромото прибув до Едо, де навчався медицині під керівництвом Сато Сюнкая. Після цього він поступив до приватної школи Кейо Фукудзави Юкіті, по закінченню якої заснував англійську школу в Айдзу-хані.
В ході громадянської війни Босін 1868—1869 років Хіромото брав участь на боці антиурядового Північного союзу. Після імператорського помилування, він увійшов до складу нового уряду, зайнявши посаду молодшого писаря в Міністерстві закордонних справ.
1871 року Хіромото був обраний до Посольства Івакури, яке два роки займалося закордоном вивченням суспільно-політичного устрою країн Європи та США. 1874 року, по поверненню додому, молодого дипломата підвищили до рангу секретаря першого класу й відправили тимчасовим заступником посла Японії в Австро-Угорщину.
Протягом 1882—1884 років Хіромото займав посаду члена Сенату Японії, а також виконував обов'язки заступника голови Сенату. 1885 року його призначили на посаду голови префектури Токіо.
1886 року, у віці 39 років, Хіромото став п'ятим ректором Токійського Імперського університету. Наступного року він заснував Технічну школу, яка розвинулася у Токійський технічний університет, а 1895 року увійшов до складу Ради приватної школи Кейо, майбутнього університету Кейо. 1900 року Хіромото став головою Окурської торговельної школи, на базі якої виник Токійський економічний університет.
1890 року Хіромото вдруге був відряджений до Австро-Угорщини як надзвичайний і повноважний посол. Після повернення у 1892 році він відкрив залізницю Рьомо, що зв'язувала префектури Тотіґі та Ґумму, а також заснував консервативну політичну організацію Національна Асоціація. Від імені цієї організації колишній дипломат брав участь в роботі Парламенту Японії.
24 травня 1901 року Хіромото помер у Токіо, у віці 53 років.